# Bronisław Malinowski (friidrottare)

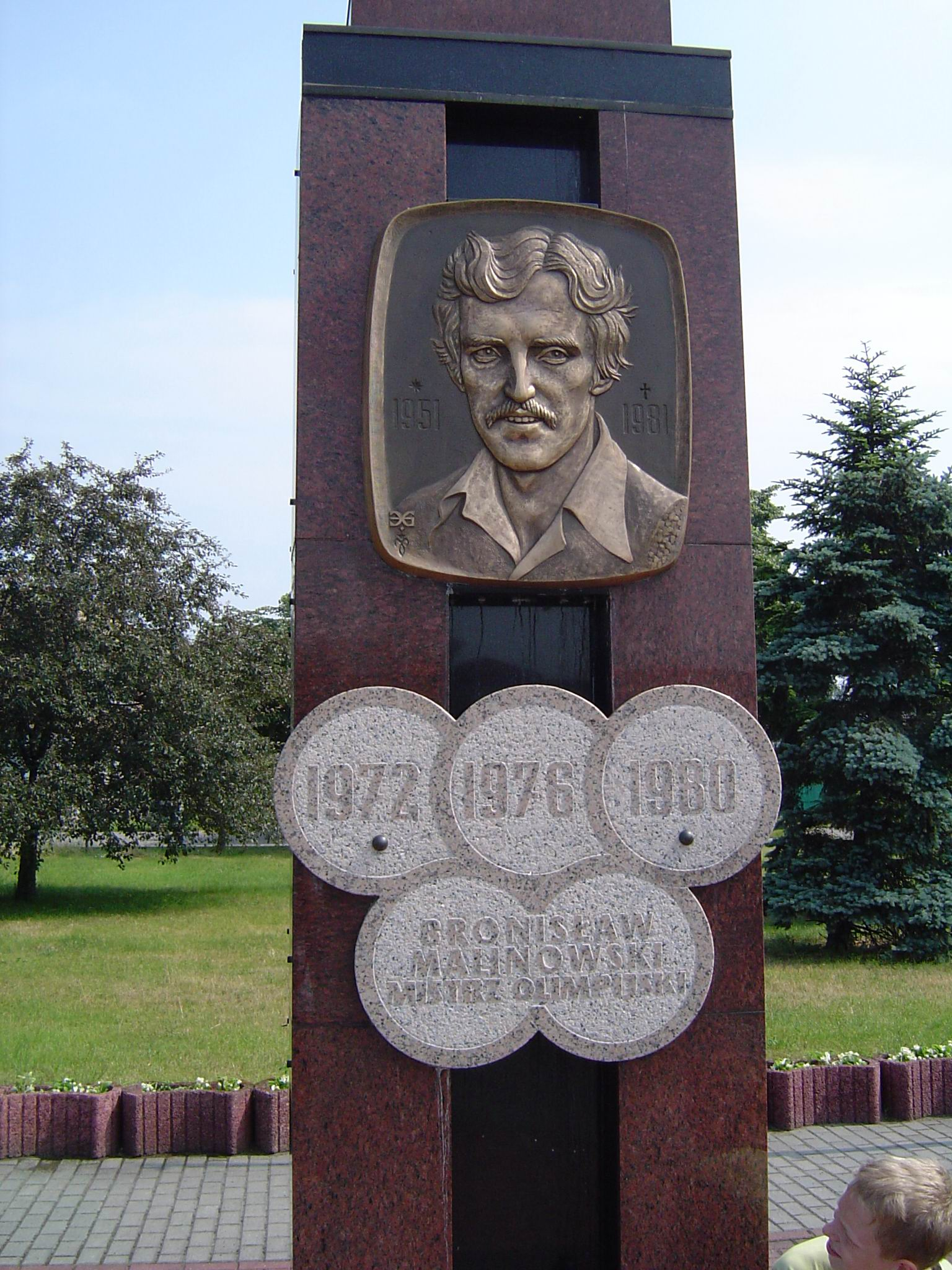
Bronisław Malinowskimonumentet i Grudziądz

Bronisław Malinowski, född den 4 juni 1951 i Nowe, död den 27 september 1981 i Grudziądz, var en polsk friidrottare som tävlade i hinderlöpning. 
Malinowski slog igenom vid EM 1974 där han vann guld. Två år senare, vid Olympiska sommarspelen 1976, blev han silvermedaljör efter Anders Gärderud. Han deltog vid EM 1978 där han försvarade sitt guld. Malinowski var favorit till guldet vid Olympiska sommarspelen 1980. Han infriade förväntningarna genom att vinna guldet. Året efter avled han i en bilolycka i Polen. 

## Personliga rekord
- 3 000 meter hinder - 8.09,11 från 1976